# Quatre Bornes
Quatre Bornes – miasto na Mauritiusie; w dystrykcie Plaines Wilhems; 77,5 tys. mieszkańców (2014).